# 竇牟
竇 牟（とう ぼう、749年 - 822年）は、唐代の官僚・詩人。字は貽周。本貫は京兆府金城県。兄は竇常。弟は竇羣・竇庠・竇鞏。

## 経歴
代宗朝の左拾遺の竇叔向の子として生まれた。同昌郡司馬の竇亶の孫にあたる。貞元2年（786年）、進士に及第し、校書郎・東都留守巡官に試用された。河陽節度使や昭義軍節度使の従事を歴任した。検校水部郎中となり、緋魚袋を賜り、東都留守判官をつとめた。入朝して都官郎中となり、沢州刺史として出向した。入朝して国子祭酒となった。長慶2年（822年）、死去した。享年は74。
子の竇周余は大中年間に秘書監となった。

## 伝記資料
- 『旧唐書』巻155 列伝第105
- 『新唐書』巻175 列伝第100